# Cottage Savings Association v. Commissioner of Internal Revenue
Cottage Savings Association v. Commissioner (1991), foi um caso de imposto de renda perante a Suprema Corte dos Estados Unidos.